# Chó Appenzeller

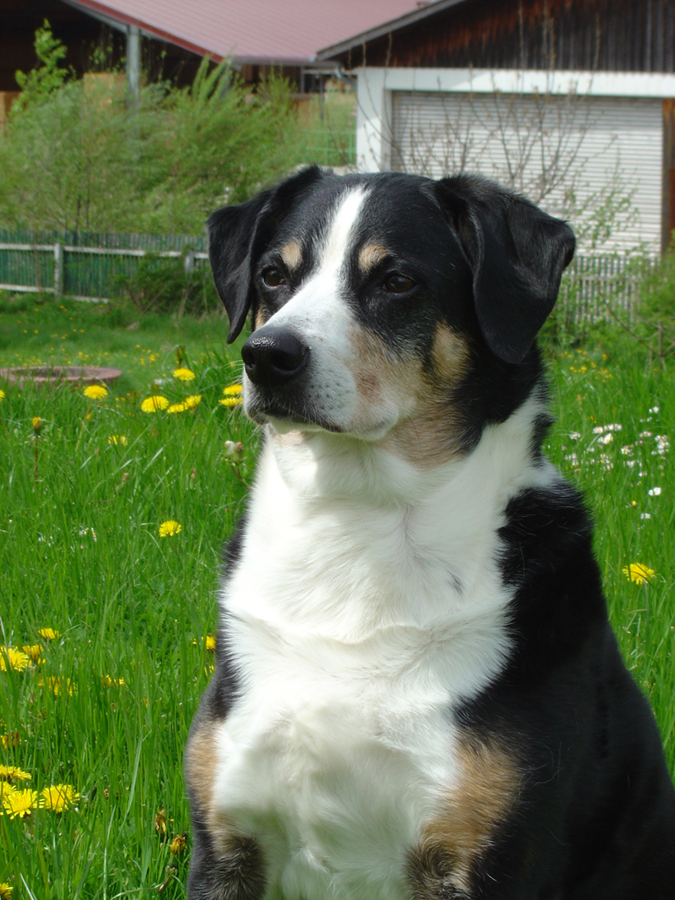
Chó Appenzeller

Chó Appenzeller (Appenzeller Sennenhund hay Appenzell Cattle Dog) là một giống chó chăn gia súc có nguồn gốc từ Thụy Sĩ. Đây là một trong 4 giống chó tam thể của Thụy Sĩ (Sennenhund). Chúng thường được sử dụng làm chó canh gác, bảo vệ, kéo xe, chó trong nhà và các nông trại. Ngày nay, chúng được sử dụng làm chó nuôi trong gia đình và dùng để làm nhiều công việc khác nhau. Không chúng không được sử dụng để làm chó nghiệp vụ. Chúng năng động, hoạt động thần kinh mạnh mẽ, tự chủ, đáng tin cậy và không sợ hãi. Có một chút nghi ngờ với những người lạ. Những con chó canh gác rất khó bị dụ dỗ. Có khả năng tiếp thu các bài huấn luyện.

## Lịch sử

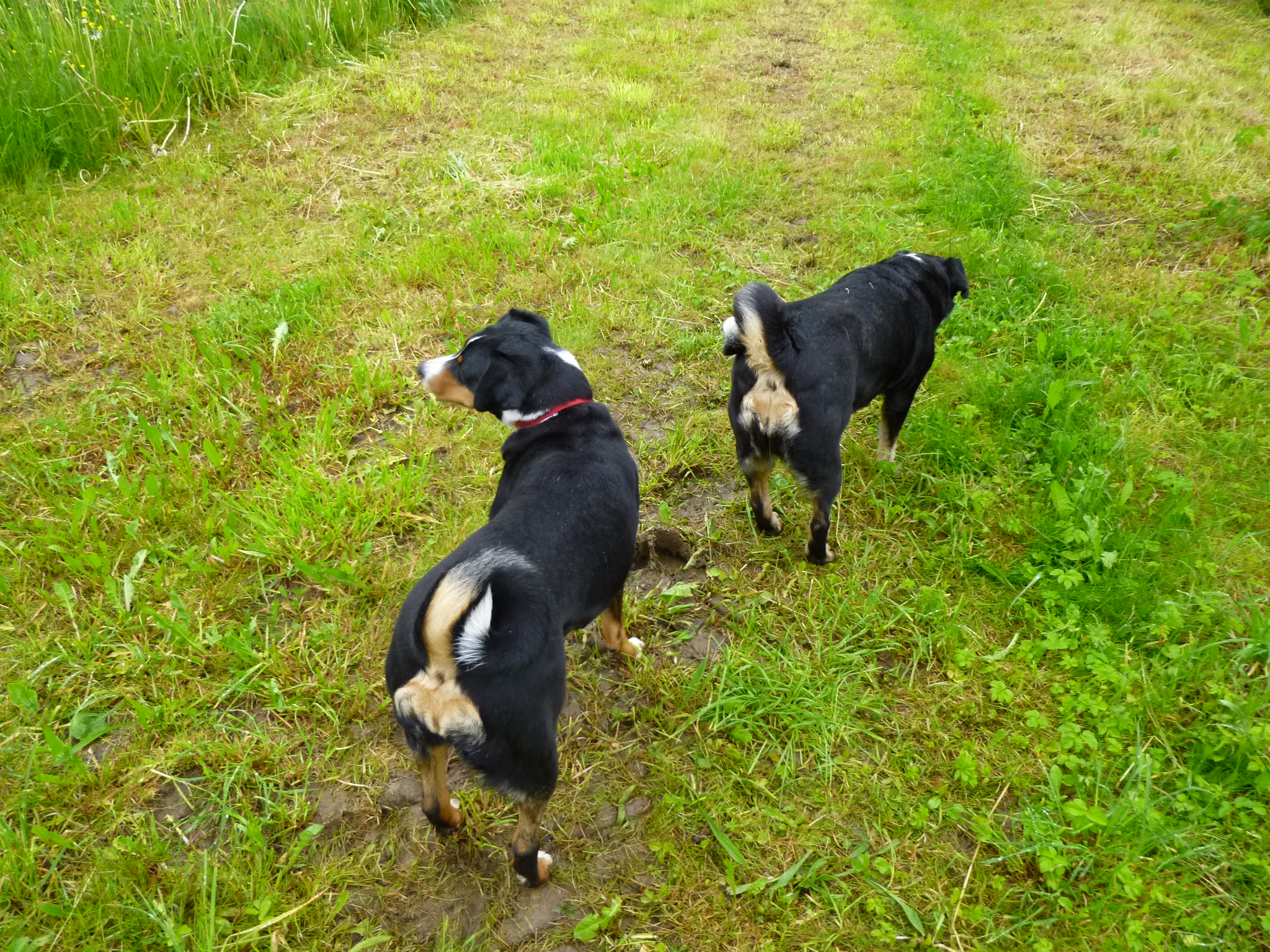
Đây là giống chó có tiêu chuẩn ngoại hình cao

Nguồn gốc của chúng xuất xứ từ Appenzell là thủ phủ của vùng Appenzell Innerrhoden, bang St. Gallen là một bang ở phía đông bắc Thụy Sĩ và là bang nhỏ nhất Thụy Sĩ. Năm 1853, giống chó Appenzell lần đầu tiên được mô tả trong cuốn sách "Tierleben der Alpenwelt" (Đời sống động vật vùng núi An-pơ) như là một giống chó có giọng sủa rất cao, lông ngắn, kích thước trung bình, có nhiều màu khác nhau và hơi giống dòng chó đuôi cuộn (Spitz), chỉ có thể tìm thấy ở vùng này, được dùng để trông nhà và trông gia súc.
Năm 1895, người ủng hộ cho giống chó này là Max Siber người mà phụ trách ngành kiểm lâm, đã yêu cầu Hiệp hội chó giống Thụy Sĩ Schweizerische Kynologische Gesellschaft (SKG) phải lo làm một số việc để bảo tồn giống chó này. Năm 1898, các cơ quan chức năng bang St. Gallen đã bỏ ra 400 franc Thụy Sĩ để ủng hộ cho việc bảo tồn giống chó Appenzell. Hiệp hội chó giống Thụy Sĩ-SKG sau đó đã thành lập một ủy ban đặc biệt, những đặc điểm tiêu biểu của giống chó được xác định, và tai hội chợ tại Altstätten, có cả thảy chín con chó đực và 7 chó cái đã xuất hiện. Chúng nhận được những giải thưởng có giá trị từ 5 tới 10 franc Thụy Sĩ.
Kết quả sau đó là 8 chú chó Appenzell đã được giới thiệu lần đầu tại cuộc thi chó thế giới lần đầu tổ chức tại Winterthur, và được giới thiệu nhu một nhóm mới, riêng biệt là nhóm chó chăn gia súc. Với cái kế hoạch của Albert Heim, câu lạc bộ đầu tiên của giống chó này "Appenzeller Sennenhund Club" đã được thành lập vào năm 1906. Mục đích của hội là bảo tồn và phát triển giống chó này trong các điều kiện tự nhiên của chúng. Việc phổ cập đăng ký cho các con chó con đã được tiến hành với Sổ phả hệ giống chó Appenzeller với mục tiêu lựa chọn những chú chó thuần chủng đã bắt đầu. Năm 1914, Albert Heim thiết lập bản tiêu chuẩn đầu tiên của giống chó này.
Nơi bắt nguồn của giống chó này là vùng Appenzell, nhưng nay chúng đã được mang đi nuôi ở khắp nơi trên Thụy Sĩ, cũng như mang sang nhiều nước châu Âu khác. Cái tên "Appenzeller Sennenhund" đã được dùng như một định nghĩa để tách riêng giống chó này với các giống chó chăn gia súc khác của Thụy Sĩ. Mặc dù giống chó Appenzell đã nhận được nhiều sự ủng hộ và tán dương, nhưng số lượng chó của giống này vẫn rất ít. Chúng cần được chăm sóc cẩn thận và chu đáo trong những hoàn cảnh phù hợp nhất định để đảm bảo những đặc tính điển hình và nổi bật đã được di truyền qua nhiều thế hệ.

## Đặc điểm
Chúng có bộ lông có ba màu (tam thể hay tam sắc), kích thước trung bình, người gần như vuông vắn, cân đối một cách toàn diện. Lực lưỡng, rất nhanh nhẹn và khéo léo, có ngoại hình bộc lộ vẻ lấc cấc, dữ dội (cheeky expression). Chiều cao tới vai của chó đực: 52–56 cm, chiều cao tới vai của chó cái: 50–54 cm. Chênh lệch 2 cm được chấp nhận

### Phần đầu

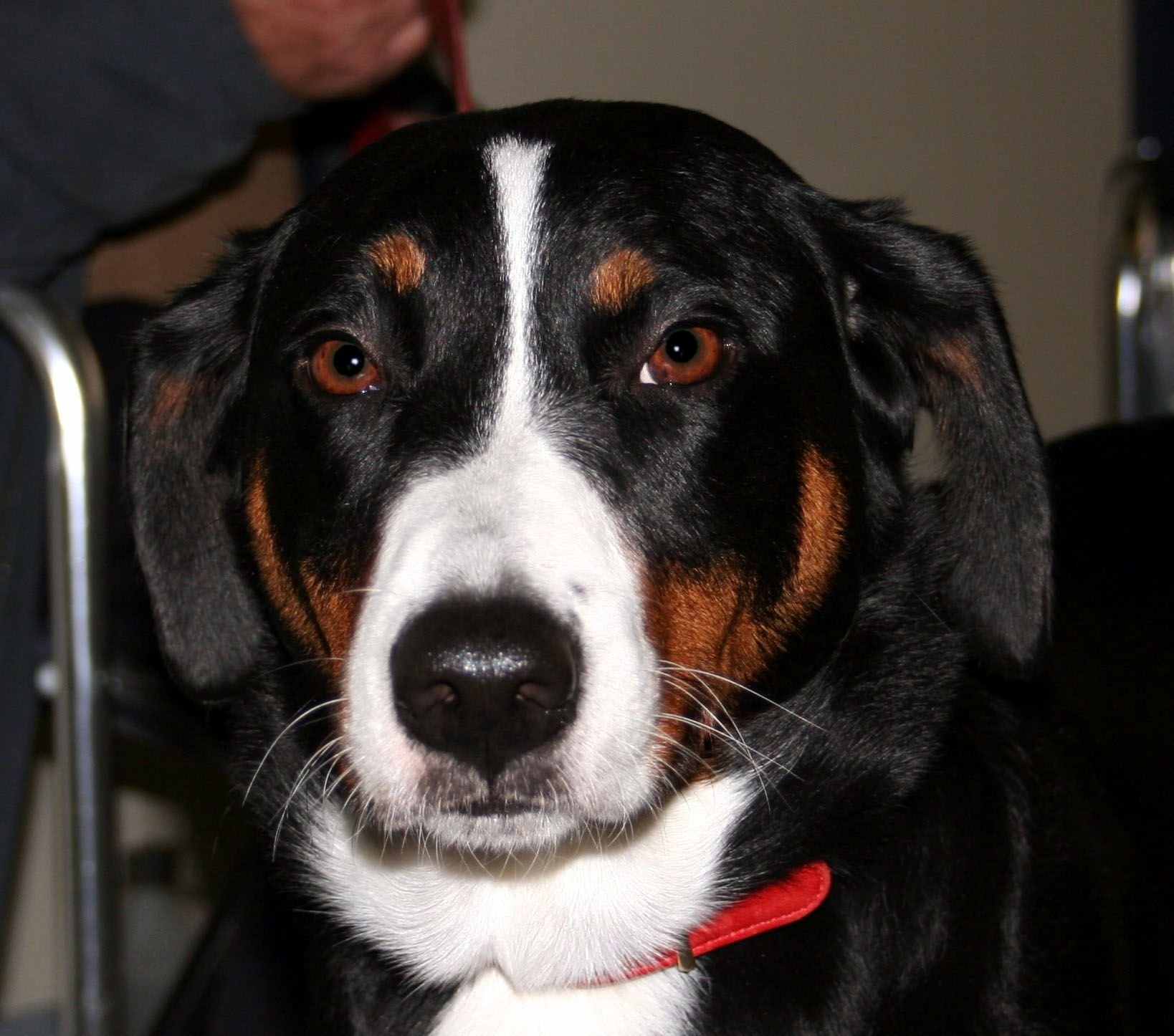
Một cái đầu của con Appenzeller

Chiều dài sọ:chiều dài mõm=4:5. Đầu tương xứng với thân mình. Đầu hơi có hình nêm. Sọ chúng tương đối phẳng, nở rộng giữa hai tai. Hơi nhọn về phía mõm. Đường rẽ đôi trán tương đối rõ. Xương chẩm phát triển. Điểm gấp giữa mặt và mõm gập vừa phải. Mũi có màu đen ở chó đen, và có màu nâu ở những con chó màu nâu. Màu càng tối càng được ưa chuộng. Mõm dài vừa phải, hơi nhọn về phía mũi nhưng không được nhọn hoắt. Hàm khỏe và ngắn. Sống mũi thẳng. Môi gọn gàng và khép chặt, có màu đen với chó đen và màu nâu với chó nâu (màu càng tối càng được ưa chuộng). Khóe mép không lộ ra. Cổ ngắn, chắc khỏe, gọn gàng.
Hàm răng chúng chắc khỏe, phát triển đầy đủ, cắn hình cắt kéo rất khít. Vểt cắt kiểu càng cua cắp cũng được châm chước. Thiếu 1 hoặc 2 răng tiền hàm số 1 và răng hàm số 3 không bị xem xét đến. Má vừa phải, nhìn thấy rõ. Mắt nhỏ, hình quả hạnh. Mắt không lồi. Mắt nằm hơi xiên trên mặt, lộ rõ sự năng động. Màu mắt chúng có màu nâu hoặc nâu tối với chó màu đen và màu nâu sáng với chó mày nâu. Mi mắt khép chặt. Mi mắt có màu đen hoặc nâu, tùy theo màu lông chó. Tất cả các sắc tố màu đen tối càng mạnh càng tốt. Tai nằm cao hẳn trên đầu, tai to, rộng, có hình tam giác với đầu chóp tai hơi tròn. Khi bị kích thích hoặc đang hăng hái, cảnh giác, tai nhô cao hẳn lên và hướng về phía trước, khi đó nhìn từ phía trước, đầu và tai con chó tạo thành một hình tam giác. 

### Phần thân

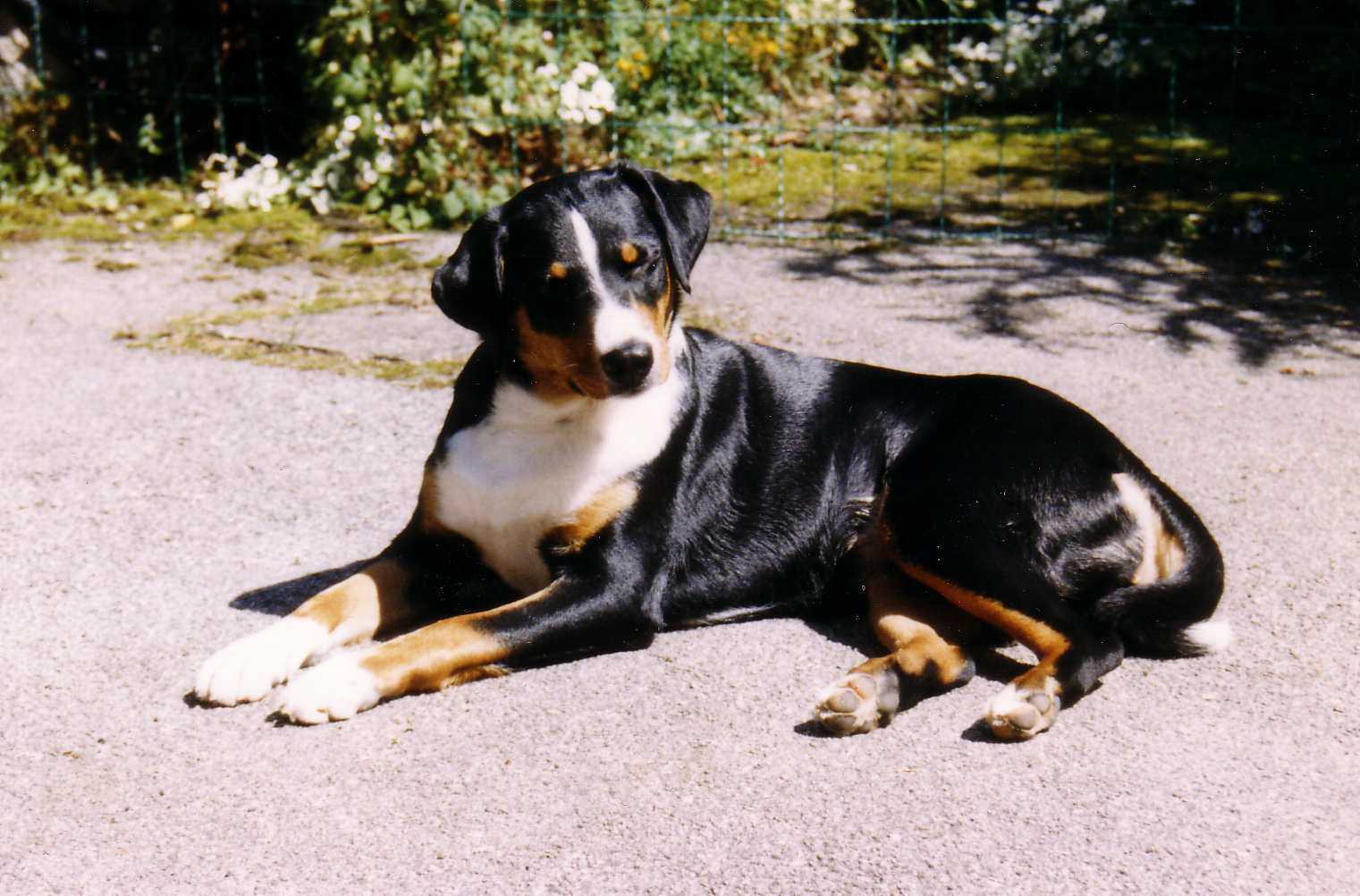
Phần thân của Appenzeller

Chiều cao tới vai so với chiều dài thân=9:10. Tuy nhiên vẫn bộc lộ vẻ cường tráng hơn là người dài. Thân mình chắc chắn và mạnh mẽ. Lưng dài vừa phải, thẳng, chắc chắn. Hông ngắn và rất lực lưỡng. Mông ngắn, như thẳng xuống từ cuối đường diềm lưng. Ngực rộng và sâu tới khủy chân trước. Phần ức phát triển. Xương ức kéo dài ra phía sau. Lồng ngực hình ô van. Đường viền dưới bụng hơi thon nhẹ lên. Đuôi nằm trên lưng, đuôi to, có chiều dài trung bình, có lông rậm. Lông ở mặt dưới hơi dài hơn. Khi nghỉ ngơi, nếu đuôi buông thõng xuống cũng được châm chước. Khi vận động, đuôi cong chặt lên cao trên mông, uốn vòng về một bên hoặc thẳng sống lưng. Chó đực cần phải có đủ cai cái tinh hoàn (cà chó) lộ rõ ở bìu.

### Tứ chi

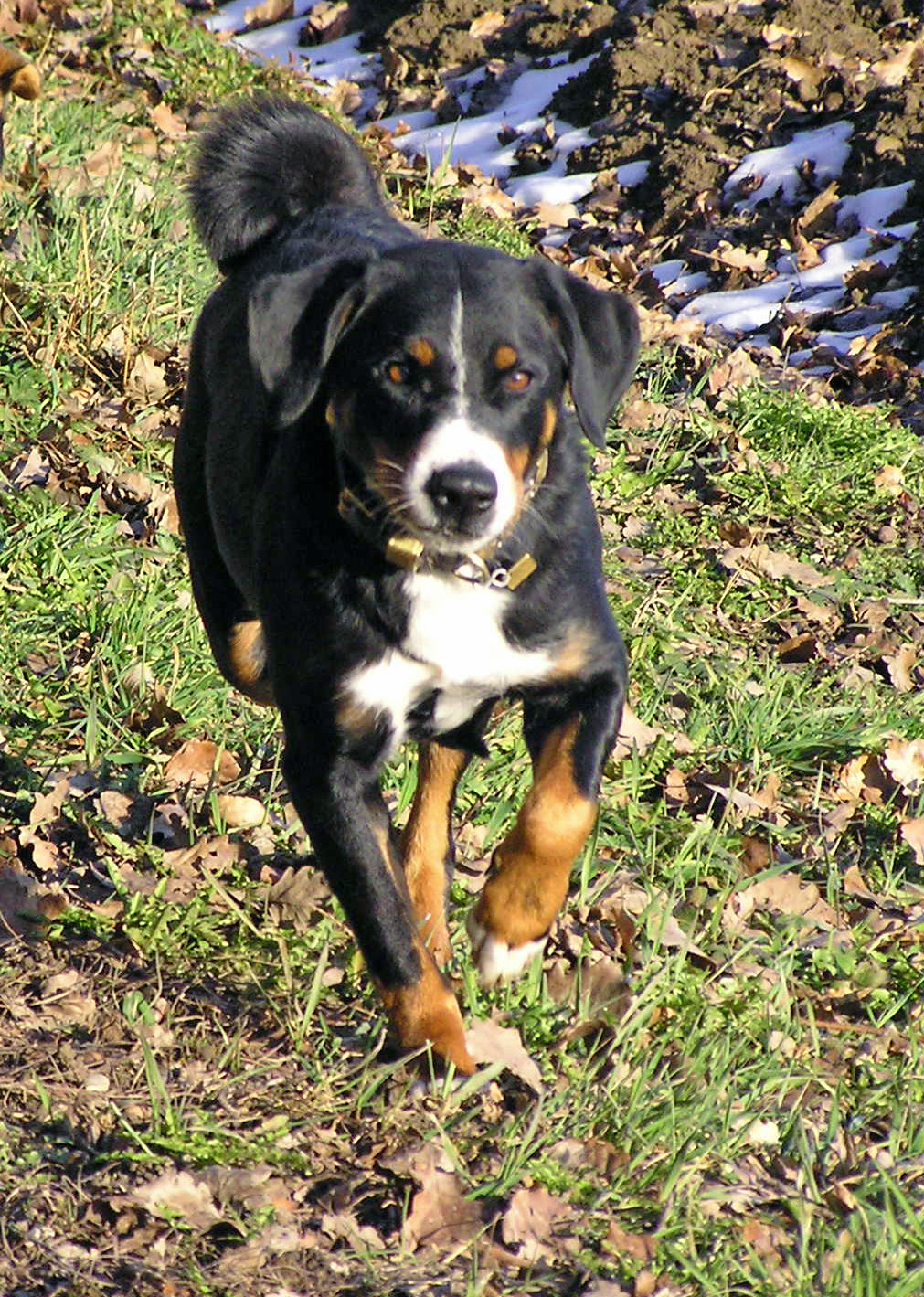
Chuyển động mềm mại của con chó

Tứ chi khỏe mạnh, xương chắc, lộ rõ. Chân trước có tổng thể mạnh mẽ. Nhìn từ phía trước, chân trước thẳng và song song với nhau. Khi đứng, hai chân không quá gần nhau. Vai có zương bả vai dài và xiên. Cẳng chân trên có chiều dài bằng hoặc ngắn hơn một chút so với xương bả vai. Góc giữa xương bả vai và cẳng chân trên không quá tù. Khủy chân nằm sát người. Ống chân thẳng, gọn gàng. Cổ chân nhìn từ bên, cổ chân hơi hướng ra phía trước. Nhìn từ đằng trước, cổ chân thẳng với ống chân.
Chân sau có tổng thể lực lưỡng. Nhìn từ phía sau, hai chân sau thẳng, song song với nhau và không quá gần nhau. Loại chân sau thường gặp là chân thẳng đứng khi nhìn từ bên. Bắp đùi khá dài, tạo thành một góc rất nhỏ với xương hông (đùi thẳng). Cẳng chân sau dài bằng hoặc ngắn hơn một chút so với bắp đùi, lực lưỡng và gọn gàng. Khớp cổ chân khá cao. Cổ chân nằm thẳng và song song với nhau. Ngắn hơn một chút so với cổ chân trước, không chĩa ra ngoài cũng như vào trong. Huyền đề (móng treo) bị cắt bỏ. Bàn chân ngắn, cong. Các ngón chân sát nhau, đệm chân dày và cứng. Bước chạy hướng nhẹ nhàng về phía trước, với lực đẩy tốt từ chân sau. Khi chạy nước kiệu, các chân chạy trên đường thẳng về phía trước cho dù nhìn từ phía trước hoặc phía sau.

### Bộ lông
Lông kép, lông cứng và sát người, bao gồm lớp lông bên ngoài rất dày và bóng. Lớp lông bên trong dày, có màu đen, xám hoặc nâu. Lớp lông bên trong lộ ra ngoài không được ưa chuộng. Lông hơi lượn sóng ở vai và lưng được châm chước, nhưng không được ưa chuộng.Màu đen hoặc nâu sẫm là màu chủ đạo, làm nền cho các vệt màu vàng sậm và các sọc màu trắng nằm đối xứng. Phía trên mắt có vệt màu vàng sậm. Các vệt màu vàng sậm còn có cả ở má, ngực, vùng khớp bả vai và chân.
Màu vàng sậm ở chân có thể nằm ở các vị trí khác nhau giữa các mảng màu đen, nâu sẫm và trắng. Màu trắng có ở những điểm: liên tục từ trên đầu đến sống mũi và có thể phủ trên một phần mõm, từ cằm, chạy liên tục xuống họng và ngực, ở bàn chân và chóp đuôi, dải lông trắng trên gáy, lông trắng vòng quanh cổ như vòng cổ, phủ khoảng nửa vòng phía dưới cổ, những con chó có một vòng lông trắng nhỏ quanh cổ được châm chước nhưng không được ưa chuộng.

### Dị tật
Bất cứ điểm nào khác biệt so với các điểm trên được coi là lỗi và mức độ nghiêm trọng sẽ được đánh giá trong tổng thể chung. Thiếu các đặc tính về giới tính. Tính cách không ổn định, thiếu sự linh hoạt, không lanh lợi, nhạy bén. Quá nhút nhát hoặc hung dữ. Kích thước quá lớn hoặc quá nhỏ. Thân mình quá dài hoặc không cân đối. Xương quá mảnh hoặc quá thô. Không đủ độ lực lưỡng. Đầu quá nặng hoặc quá mảnh mai. 
Sọ tròn. Điểm gấp giữa mặt và mũi quá rõ. Mõm quá dài, quá ngắn, quá nhỏ hoặc nhọn. Sống mũi không thẳng. Môi quá to. Hàm răng vẩu hoặc trễ, mõm nhăn nhúm. Thiếu các răng khác răng tiền hàm số 1. Má quá gồ.
Mắt tròn, lồi hoặc có màu sáng. Mắt có màu xanh lơ. Mắt quá cụp hoặc xếch. Tai quá nhó, quá lớn, cụp hẳn xuống, nằm quá cao hoặc quá thấp. Lưng võng hoặc lưng gù. Mông quá to hoặc kéo ra sau. Bụng thon hẳn lên. Ngực phẳn hoặc hình thùng rượu, không nổi rõ ức, xương ức quá ngắn. Bắp chân trước và chân sau không tạo đủ góc xiên. Khủy chân rời xa ra ngoài thân mình. Cổ chân hạ. Cẳng chân sau thẳng và chụm kiểu chân bò. Bàn chân dài hoặc loe rộng. Chuyển động kém, cụ thể: bước chạy ngắn, lập bập, chân quá sát nhau khi chạy, khi chạy chân đá lung tung.
Đuôi cong nhưng buông thõng, chóp đuôi phải chạm ít nhất tới gốc đuôi. Đuôi hình liềm (chóp đuôi không chạm gốc đuôi), đuôi lòng thòng, đuôi xoắn nút. Lớp lông lót trong lộ ra ngoài lớp lông bên ngoài. Các lỗi về màu sắc như màu lông đen lẫn trong các vệt lông trắng. Các dải lông trắng trên đầu bị ngắt quãng. Dải lông trắng bao trọn quanh cổ có độ rộng lớn. Mảng lông trắng ở ngực bị chia cắt. Lông trắng ở bàn chân chạm tới cổ chân (đi ủng trắng). Thiếu màu lông trắng ở bàn chân và chóp đuôi. Các loại lông khác kiểu lông hai lớp. Có nhiều hơn 3 màu trên lông. Màu nền không phải là màu đen hoặc nâu sậm.